# 陳和榆
陳和榆，是一位臺灣導演，作品有《神算》、《通靈少女》。

## 經歷
2000年代前期，陳和榆就讀於國立臺灣師範大學附屬高級中學；當時，他經常和同學嘗試以各種方式使用DV攝影機，並在畢業時發表短片《藍天情聖》。隨後，他進入國立臺灣大學戲劇學系就讀，並在其中接受表演、導演、幕後工作等實務訓練，以對劇場運作產生完整認識。後來，他考入國立臺灣藝術大學電影研究所，並在其中受到來自指導教授何平的啟發；當時，何平要求班上學生去翻閱《蘋果日報》上的《人間異語》專欄，並自其中選取感到興趣的題材改編成短片，而陳和榆被一個名為「索非亞」的靈媒故事吸引並進而衍生出短片《神算》。
2013年，《神算》在公共電視台（以下簡稱「公視」）「學生影展」首播後接連奪得金穗獎、金鐘獎最佳剪輯獎以及台北電影獎最佳短片獎，並代表公視參加舉辦於赫爾辛基的「2014年世界公共電視大展」（INPUT 2014 - Helsinki）；當時，HBO正好在臺灣洽詢拍攝製作在地化影集相關事宜，而《神算》也在公視推薦下獲得HBO青睞挑選，並在日後衍生為迷你影集《通靈少女》。

## 作品
- 《神算》(2013年)
- 《通靈少女》(2017年)
- 《通靈少女2》(2018年)

## 獎項
| 年度 | 大獎                                         | 獎項                     | 作品                           | 結果 |
| ---- | -------------------------------------------- | ------------------------ | ------------------------------ | ---- |
| 2013 | 金馬獎                                       | 最佳創作短片             | 神算                           | 提名 |
| 2014 | 金穗獎                                       | 學生作品獎－首獎         | 神算                           | 獲獎 |
| 2014 | 台北電影節                                   | 台北電影獎最佳短片       | 神算                           | 獲獎 |
| 2017 | 金鐘獎                                       | 迷你劇集獎               | 通靈少女                       | 獲獎 |
| 2017 | 金鐘獎                                       | 迷你劇集／電視電影導演獎 | 通靈少女                       | 提名 |
| 2017 | 金鐘獎                                       | 迷你劇集／電視電影編劇獎 | 通靈少女                       | 提名 |
| 2025 | 第18屆韓國富川國際奇幻影展亞洲奇幻電影創投會 | 法國CNC獎                | Don’t Worry about the Vampires | 獲獎 |

## 連結
- 藍天情聖- YouTube